# Ruines de León Viejo
Les Ruines de León Viejo contiennent les principaux éléments matériels, architecturaux et urbains de l'ancienne ville de León au Nicaragua en Amérique centrale. La ville fondée en 1524 par Francisco Hernández de Córdoba, a subi au cours de sa courte histoire une série de désastres naturels. Elle était située à l'origine, dans la région de Puerto Momotombo (port lacustre sur le lac de Managua), municipalité de La Paz Centro, département de León.
Déjà partiellement détruite par le volcan Momotombo en 1578, un tremblement de terre le 11 janvier 1610 lui porta le coup de grâce en détruisant ce qui était resté debout. En raison de ces constants séismes et des difficultés socio-économiques, ses habitants, après un cabildo, ont décidé de l'abandonner pour s'installer dans un autre endroit proche du peuple indigène de langue Sutiaba. Cette nouvelle ville est aujourd'hui Santiago de los Caballeros de León ou plus communément León, capitale du département éponyme.
Le site est inscrit au Patrimoine mondial de l'UNESCO en tant que bien culturel depuis décembre 2000. Dans sa déclaration, l'UNESCO décrit ainsi le lieu :
« León Viejo est l'un des plus anciens peuplements coloniaux espagnols des Amériques. La ville ne s'étant pas développée, ses ruines offrent un remarquable témoignage des structures économiques et sociales de l'empire espagnol au XVIe siècle. Le site possède, en outre, un immense potentiel archéologique. »
Les ruines de León Viejo ont été découvertes le 22 avril 1931 par Don Luis Cuadra Cea. À ce jour, 17 structures coloniales ont été dégagées, parmi lesquelles, la cathédrale Santa María de la Gracia, l’église et le couvent La Merced (miséricorde), la Casa de la Fundición (La Fonderie) ainsi que des logements et des installations civiles et militaires. Ces structures ont toutes une forme relativement simple et sont construites en tapial.
La nouvelle ville de León fut reconstruite à 25 km de là. Les désastres naturels enfouirent ensuite les ruines sans qu’elles subissent d'altération.

## Fondation
La ville originelle a été fondée le 15 juin 1524 (dimanche de la Sainte Trinité) par le conquérant espagnol, Francisco Hernández de Córdoba, qui a été décapité sur la Plaza Mayor en 1526 sur ordre de Pedro Arias Dávila, dont il était le lieutenant.
Cette ville, habitée par les premiers colons après la découverte de l'Amérique, comptait initialement quelque 15 000 habitants - la plupart indiens - dans sa périphérie. Elle est située sur les rives du lac Managua ou du lac Xolotlán, à 8 km à vol d'oiseau en face du volcan Momotombo.
La zone où la Léon initiale s'est installée connaissait, et connait toujours, une forte activité tellurique causée par l'activité continue du volcan Momotombo (à l'époque, il avait 5 cratères), ce qui signifiait qu'il y avait des projections de poussières, de cendres et de laves dans l'air, souvent à l'état igné. Les secousses violentes et persistantes ont culminé avec les tremblements de terre de 1594 et 1610, ce dernier de plus grande intensité.
On dit qu'une malédiction a été jetée sur la ville à cause du meurtre de l'évêque Frère Antonio de Valdivieso, par les fils de Rodrigo de Contreras et les petits-enfants de Pedro Arias Dávila, le 26 février 1550.
La ville n'a pas été détruite comme on le croit généralement. Après le violent tremblement de terre de 1610 qui l'a endommagée et compte tenu des caractéristiques sismiques du site, ses habitants, réunis en cabildo à l'hôtel de ville, ont décidé de l'abandonner et de s'installer plus loin (37 km) du volcan à l'emplacement qu'elle occupe aujourd'hui.

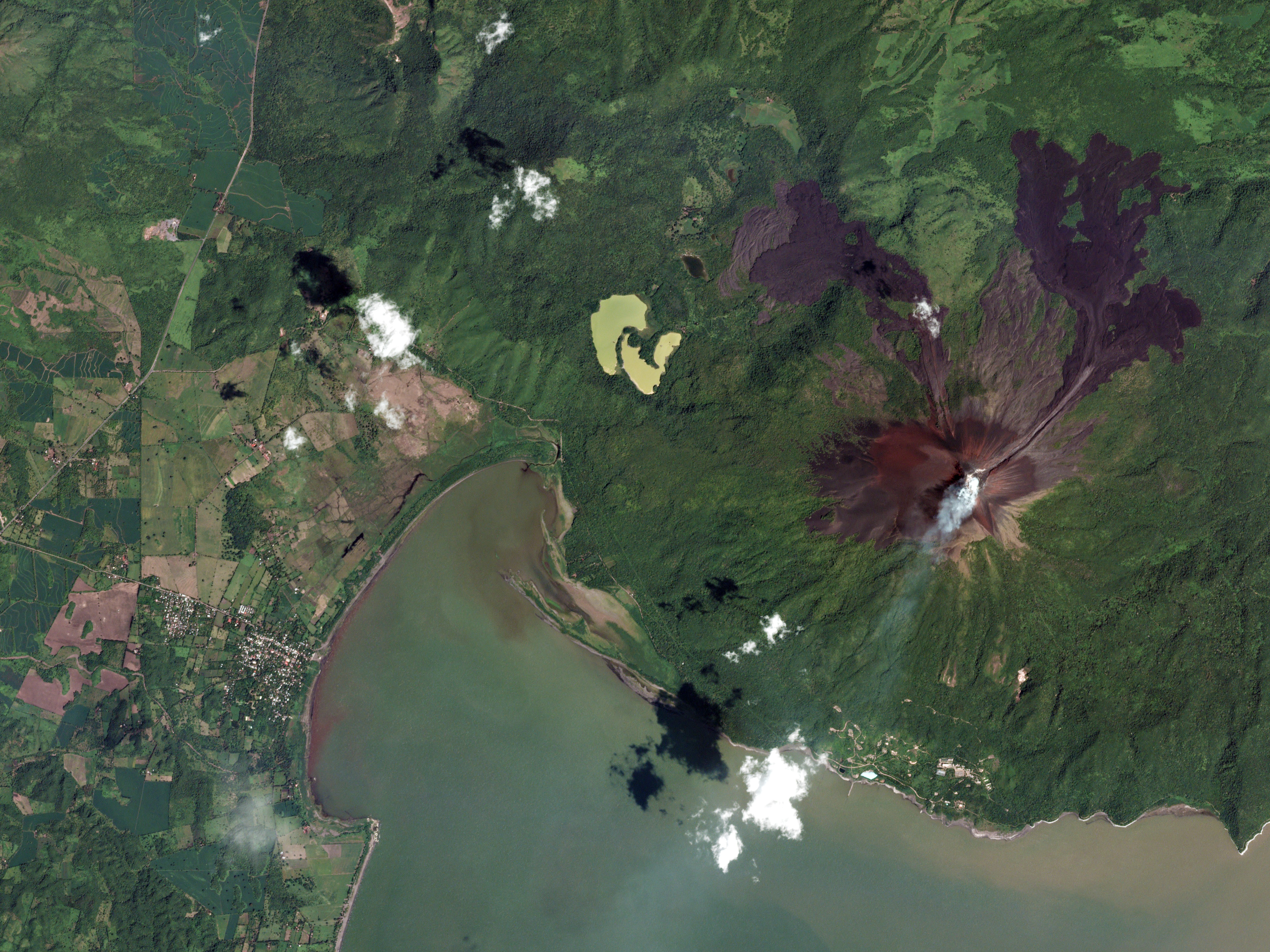
Le site est au sud près du village de Puerto Momotombo.

La ville a ensuite été progressivement ensevelie par l'expulsion continue de cendres et de pierres volcaniques et par les sédiments lacustres.

## Découverte
L'histoire de la découverte a été racontée par Don Luis Cuadra Cea dans la presse locale ("Los Hechos", "El Cronista" et "Diario de Occidente") les 24 et 25 avril 1931.
« "J'ai découvert les ruines de la cathédrale de Nuestra Señora de la Asunción à León Viejo, le 22 avril 1931, en détruisant la légende populaire qui les considérait comme submergées sous les eaux du lac de Managua - le Xolotlán des indigènes - comme le reste de la ville, qui ne pouvait être recouverte par le lac en raison de sa distance, située comme ses vestiges sont à environ huit cents mètres à l'ouest de la côte, et occupant un terrain quelque peu surélevé. Il est probable qu'à la suite du tremblement de terre qui a détruit la ville, les parties inondées étaient le débarcadère, la forteresse érigée sur les rives du lac, et les chinamos ou baraques dans les quartiers est". »

### Redécouverte
Les Ruines de León Viejo n'ont été redécouvertes qu'en 1967 avec un intérêt public évident et l'année suivante, des fouilles ont été entreprises à la recherche de vestiges historiques. Grâce aux fouilles, on sait que la ville avait une disposition similaire à presque toutes les villes d'Amérique latine de l'époque, sous la forme d'un carré exact avec une place d'armes située en son centre. Le centre de León Viejo occupe une zone d'environ 800 m de long et 500 m de large. On trouve, autour de sa Plaza Mayor et le long de ses rues, 17 structures réhabilitées à ce jour.

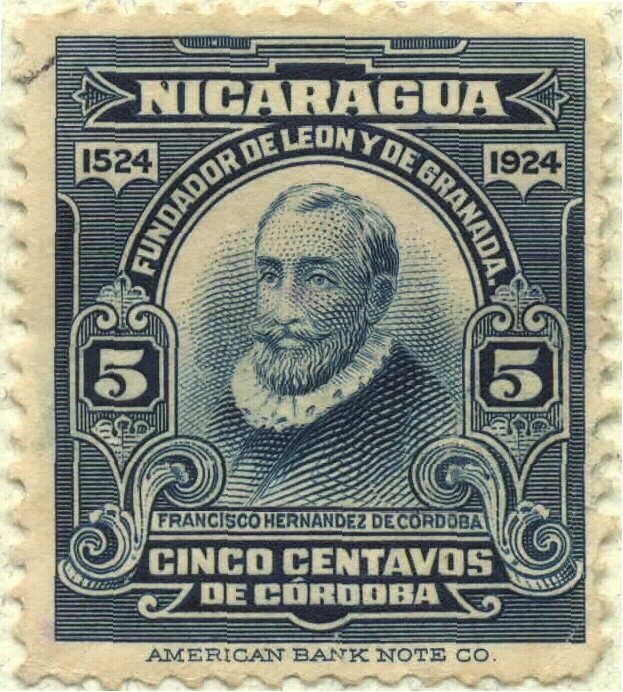
Timbre poste commémorant le 400e anniversaire de la fondation de León et de Granada par F. Hernandez de Cordoba.

La ville avait trois monastères : "La Merced", "San Pablo" et "San Francisco" situés dans les rues principales de la ville et qui ont été en fonction jusqu'à environ 1560. Seul le couvent La Merced a, à ce jour, été dégagé à l'extrémité sud des ruines.
Malheureusement, les ruines n'ont pas échappé aux catastrophes naturelles après leur dégagement. En mai 1982, la tempête "Alleta" a détruit les murs de la ville, en octobre 1988, l'ouragan "Joan" a causé de nouveaux dommages aux ruines et, plus grave encore, en octobre 1998, l'ouragan "Mitch" a causé des dégâts estimés à 40 % de la surface du site, affectant plusieurs maisons, le couvent de La Merced et la forteresse. Les ruines ont dû ensuite être restaurées et protégées.
León Viejo est la seule ville coloniale du XVIe siècle en Amérique, qui n'a jamais subi de modifications urbaines au cours de sa brève histoire, ce qui a été le principal argument pour demander à l'UNESCO de la déclarer au patrimoine culturel mondial, ce qui a été fait en 2000.
Cette année-là, les restes de son fondateur Francisco Hernández de Córdoba et de Pedro Arias Dávila son meurtrier ont été découverts dans l'église de la Merced. Tous deux ont été inhumés dans un monument construit à cette fin; le Memorial de los Fundadores. La statue d'Hernández - réalisée par le sculpteur grenadin Jorge Navas Cordonero - qui se trouvait dans l'une des niches extérieures de l'ancienne cathédrale de Managua, la capitale du pays, a été transportée à León Viejo et placée au sommet du monument.
Les ruines ont encore subi des dommages considérables lors du tremblement de terre du 10 avril 2014 à 17 h 27, d'une magnitude de 6,2 sur l'échelle de Richter dont l'épicentre se situait dans le lac Xolotlán.

### Déclaration d'intérêt national
Quelques mois après sa redécouverte le 26 avril 1967, le 5 août de la même année, alors que le président du Nicaragua était le dictateur Anastasio Somoza Debayle, a été publié au Journal Officiel, un décret décidant de « Déclarer la prospection archéologique d'intérêt national et créer une commission pour la recherche de León Viejo », décret promulgué le 14 juillet de la même année.

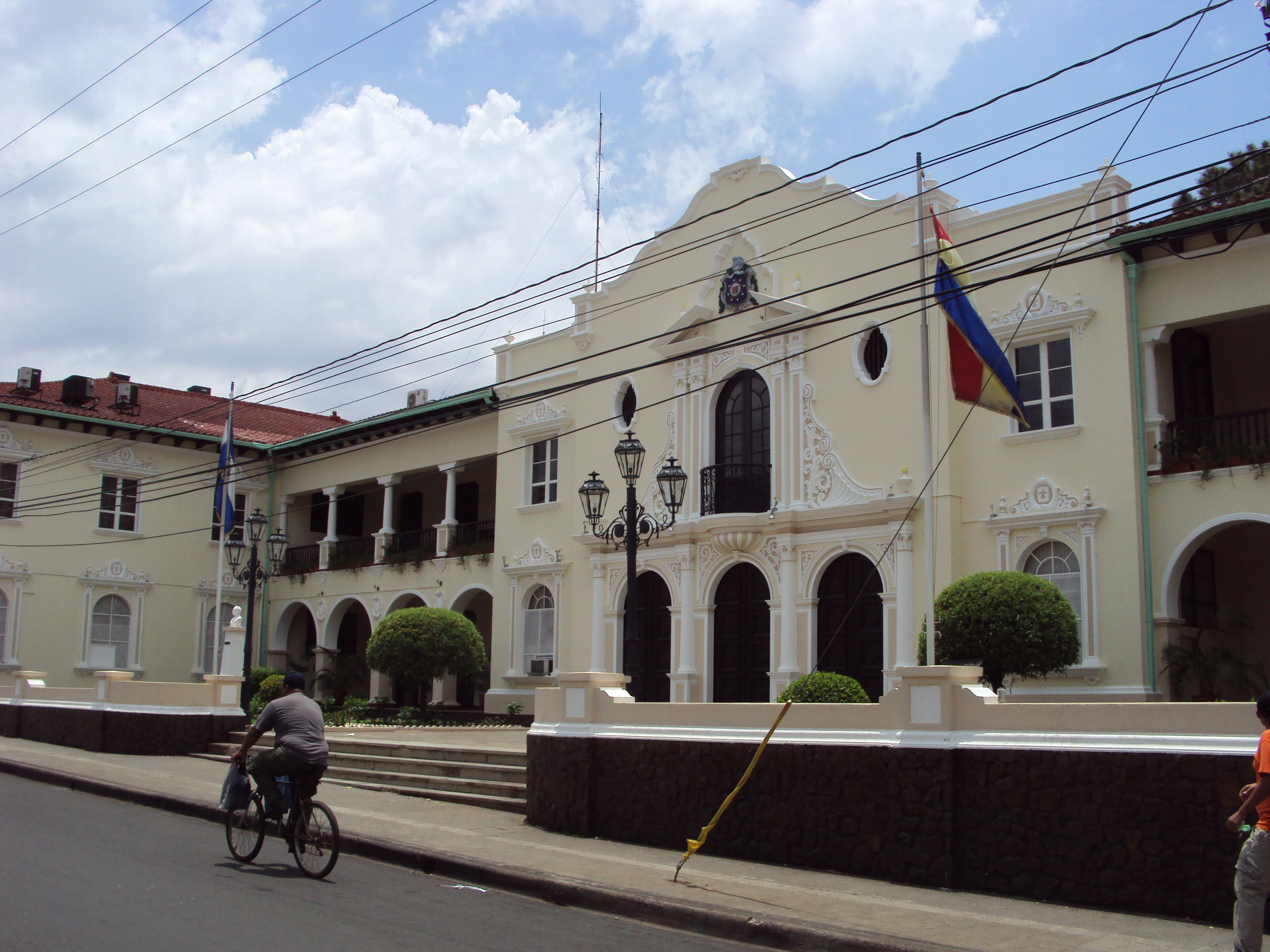
Université nationale autonome du Nicaragua à León.

Ce texte, a créé une commission présidée par le recteur de l'époque de l'Université nationale autonome du Nicaragua (UNAN), le Dr Carlos Tünnermann Bernheim, futur ministre de l'éducation dans le gouvernement du Front sandiniste de libération nationale (FSLN) de 1979 à 1985.
De toute évidence, le gouvernement Somoza voulait minimiser l'importance de la découverte des ruines de León Viejo parce que l'UNAN était une université qui était qualifiée d'opposante au somozisme.
Le 31 mai 1994, sous la présidence de la République de Mme Violeta Barrios de Chamorro, la loi n° 167 promulguée le 17 décembre 1993 a renforcé l'intérêt des Nicaraguayens pour le site en le déclarant "Patrimoine culturel de la nation".
Cette loi a ensuite été complétée par une nouvelle qui a déclaré les Ruines de León Viejo "Patrimoine Historique et Culturel Ancien de la Nation" le 17 avril 2001, le Dr Arnoldo Alemán Lacayo étant Président de la République. Ce nouveau texte a délimité avec précision les dimensions du site.
Actuellement, le site des ruines de León Viejo est administré par l'Institut nicaraguayen de la culture (INC) et offre aux touristes un service de guides spécialisés.
Le site peut être visité du lundi au vendredi de 9 h à 17 h et le dimanche de 9 h à 16 h.

## Histoire du site archéologique
En 1987, Elphidio Ortega, conseiller auprès de l'Organisation des États américains, a foré 14 puits stratigraphiques sur le site. Contrairement aux chercheurs précédents, il a alors suggéré que la première colonie espagnole n'était pas située sur le site découvert en 1931, mais plutôt à côté d'une ville préhispanique. La cubaine Lourdes Dominguez, a également effectué des investigations dans 12 puits, également situés en dehors de la limite des structures "officielles", d'où ont été obtenus plus de 1 100 morceaux de céramique. Après ses recherches, Lourdes Dominguez a proposé la théorie selon laquelle la cité originelle de León Viejo avait été construite sur une ancienne implantation préhispanique. Toutefois, cette théorie entrait en contradiction avec celle d'Elphidio Ortega, qui avait conclu que la ville coloniale était établie le long d'une colonie indigène, mais pas au-dessus.

### Investigations
Le département de recherche anthropologique du Musée national du Nicaragua (MNN) a alors mené des fouilles archéologiques à León Viejo, creusant des tranchées de  2 m de largeur et de 8 m de longueur respectivement, orientées nord-sud. Ces fouilles ont permis  de récupérer céramiques, porcelaines, morceaux de métal, restes d'animaux sauvages et restes humains.
On a trouvé un fragment d'instrument de musique, peut-être une "flûte" faite de restes d'humérus humain, associé à un ensemble de matériaux préhispaniques. E. Espinoza, dans un article sur le "chamanisme" dans le Nicaragua ancien, signale que l'archéologue allemand G. Haberland a signalé dans une zone d'inhumation un artéfact musical associé à des restes humains qui appartenait probablement à un chaman ; on en a donc déduit que ce type d'objet était lié à un rituel ou à une cérémonie.
Dans la cathédrale, on a trouvé un crâne de femme appartenant à la population précolombienne présentant des signes de trépanation crânienne. C'est l'un des rares cas de ce type d'intervention chirurgicale enregistrés dans l'histoire de l'archéologie nicaraguayenne.
L'abondance des poteries, outils en pierre comme la calcédoine ou le basalte, et des fragments de couteaux prismatiques en obsidienne, qui ont probablement été apportés de différentes sources d'Amérique centrale, ont permis de conforter les hypothèses sur les formes de commerce pratiqués par les peuples préhispaniques. Ces matières premières étaient en effet recherchées par de nombreuses grandes cultures anciennes qui l'utilisaient pour la production d'outils domestiques et cérémoniels.

### Les sépultures
Tombe n°1 : Une première sépulture a été trouvée dans le secteur est (bloc 3D), dans un sol très mou qui est un mélange de sable volcanique, d'argile et de pierre ponce. En raison des caractéristiques du sol, il s'est avéré impossible de définir la morphologie du corps, aucun arrangement particulier n'ayant été observé, seulement que la tête reposait sur de petites pierres en tuf.
La sépulture est atypique, le crâne est tourne vers le sud comme s'il regardait le Momotombo ou le lac. La position dans laquelle l'individu a été déposé n'est pas bien définie, une main est sur la poitrine et l'autre placée comme si elle cachait le visage. Les os métacarpiens et les phalanges sont associés à la clavicule et aux omoplates gauches. Il est possible que l'enterrement soit un ré-ensevelissement ou que le cadavre ait été enterré lorsque le corps est devenu raide. Fait plus remarquable, le crâne présente un trou au sommet du pariétal gauche causé par une trépanation circulaire ou une chirurgie qui a été pratiquée sur l'os pour soigner une maladie. De plus, un ensemble de trous causés par l'ostéoporose a été observé au microscope. D'après le Dr Henry Guerzten, professeur de pathologie à l'Université de Virginie, USA, l'opération a été effectuée dans la même région du crâne.
Le squelette est assez complet et dans un état de conservation acceptable. Selon les données biométriques obtenues il s'agit d'une femme de 25 à 30 ans appartenant au peuple Imabite Chorotega, population indigène de la région. Sur la région pelvienne du spécimen, on a trouvé un sacrum et un coccyx ainsi qu'une vertèbre lombaire, près des pieds, un paquet d'os correspondant aux extrémités inférieures, près de la tête, des restes d'os appartenant aux membres supérieurs d'un autre individu. Ces autres restes humains perturbés et mélangés semblent correspondre à un second adulte mature de sexe masculin.
L'interprétation ethnographique du contexte culturel de cette sépulture funéraire s'est avérée difficile (rite ? ré-inhumation ?) et de nombreuses hypothèses ont été émises, sans que l'une d'entre elles puisse encore être privilégiée à ce jour.
Tombe n°2 : Cette deuxième sépulture était située entre la partie sud (bloc C - 1A) et nord (bloc C - 1B) ; le squelette a le corps et la tête légèrement inclinés vers le nord-ouest, les pieds étant sous la première marche de l'autel. La sépulture a été en effet été découverte sous les restes humains du deuxième archevêque arrivé au Nicaragua en 1540, Francisco Mendavia, tombe qui se trouvait entre 80 et 100 cm de profondeur sous l'autel de la cathédrale.
Les ossements sous la tombe de Mendavia ont été trouvés eux, à une profondeur de 160-180 cm. Le spécimen a été enterré face à l'autel, le squelette était dans une position étendue avec les deux bras parallèles aux fémurs. D'après les caractéristiques des os et des dents, il semble que cela corresponde également à un individu adulte de sexe féminin, âgé de 30 à 35 ans environ. La dentition est typique de la population précolombienne du Nicaragua.

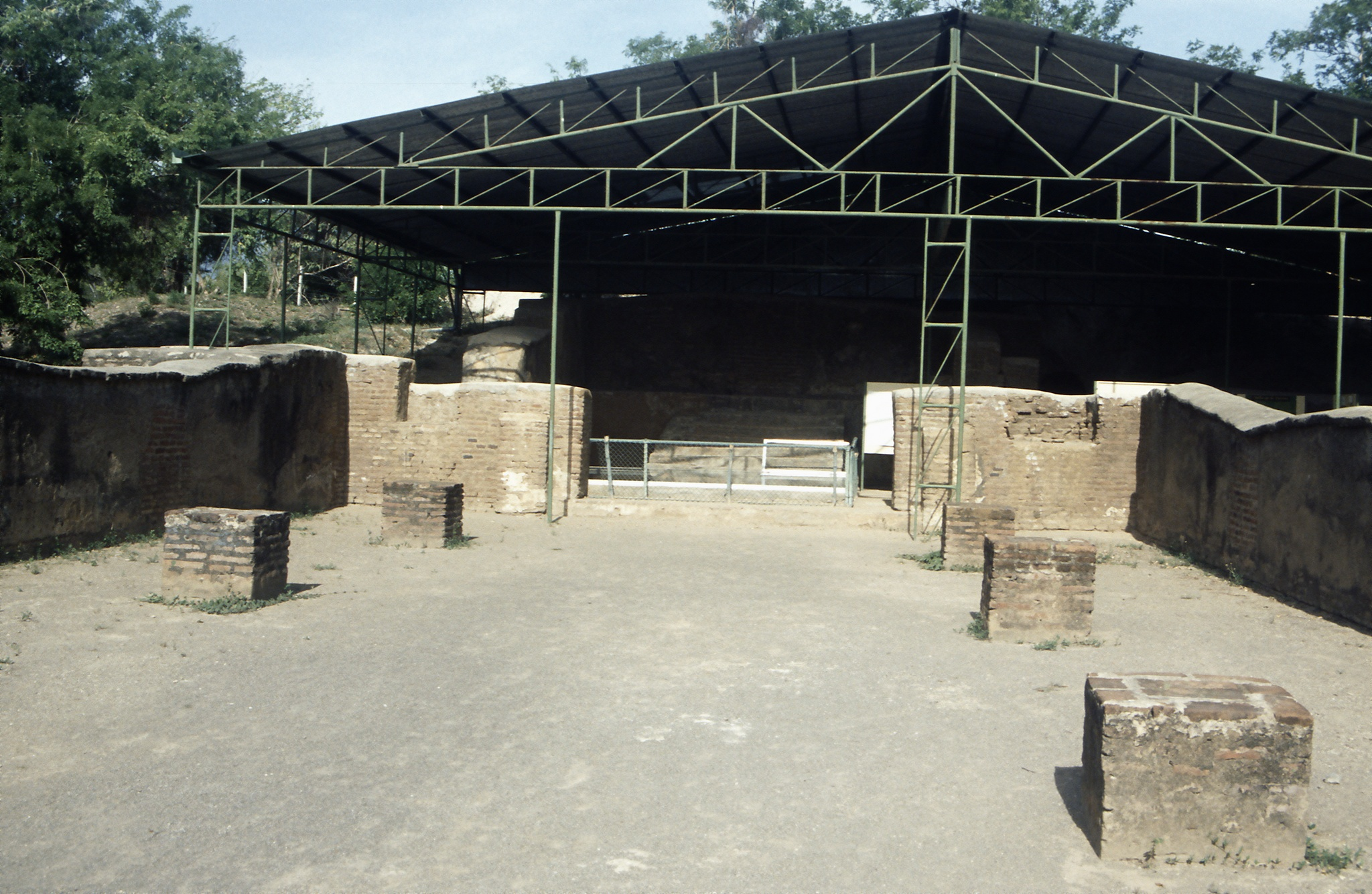
Ruines de l'église de la Merced, où ont été découverts en 2000 les restes de Francisco Hernández de Córdoba et Pedro Arias Dávila.

Hypothèses sur les sépultures : Les informations issues des fouilles suggèrent qu'il y avait une occupation humaine et qu'elle était utilisée comme lieu de sépulture par des indigènes imabites préalablement à l'occupation espagnole. Par exemple, sept sépultures mises au jour au niveau de l'autel principal présentaient des preuves anthropologiques et des caractéristiques des sépultures préhispaniques. De plus, 4 spécimens déterrés se trouvent sous le niveau du sol correspondant à l'occupation espagnole. Une urne funéraire contenait une dépouille humaine avec des restes d'animaux.
Malheureusement, de nombreux squelettes ont été dérangés, mélangés ou détruits par diverses actions de vandalisme qui ont limité les résultats des investigations. Mais de nombreuses données biométriques et anthropologiques des crânes, des mâchoires et des dents prouvent que ces restes appartiennent à la population indigène de la région. Cette présence des artéfacts préhispaniques, est une preuve tangible de l'occupation du site avant l'arrivée des Espagnols, qui y ont aussi par la suite, inhumés des membres importants de leur communauté et des religieux sous la vice-royauté entre 1524 et 1610.

### Les artéfacts
Au cours des fouilles, plusieurs objets archéologiques ont été trouvés, correspondant à la période préhispanique et quelques-uns à la période coloniale. Ces objets ont été élaborés avec différents types de matières premières, par exemple : pierres, os humains, argile, métal, etc. Le matériel a été systématiquement contrôlé avec une grande rigueur scientifique; Morceaux de filets de pêche, poids pour filets de pêche, pointe de harpon élaborée en céramique rouge, ...
Les objets en pierre fabriqués avec des matières premières provenant probablement de différentes sources d'Amérique centrale, permettent une interprétation sur le commerce, l'échange de matières premières ou d'objets, qui s'est développé entre les colonies préhispaniques qui ont habité la région de León Viejo (Imabite) et d'autres villes d'Amérique centrale.
Le puits : Un sondage a permis de découvrir une structure architecturale constituée d'un trou d'environ un mètre de diamètre qui commence à environ 40 à 50 cm de profondeur. Cette structure est constituée de marches et le diamètre du puits s'agrandit à mesure que la profondeur augmente. La structure a été construite dans la pierre ponce et a été excavée jusqu'à une profondeur de 2,30 m. On ne sait pas quel était son but ; pour clarifier ces aspects, des fouilles supplémentaires doivent être effectuées.
Artéfacts lithiques : Obsidienne : l'analyse a été menée sur 175 artéfacts récupérés lors de la fouille de l'autel principal des ruines de la cathédrale. Le processus d'analyse a pris en compte les caractéristiques morphologiques et technologiques, en fonction de la qualité du matériau. Les artéfacts ont été classés en trois catégories de base : fragments, éclats et couteaux. Les catégories basées sur les outils en pierre sont : pointes, couteaux, grattoirs, haches et pierres à moudre ou pilons.
Couteaux : Il s'agit d'éclats dont la longueur est le double de la largeur et dont les bords latéraux sont parallèles. Ils sont considérés comme des outils de coupe de qualité supérieure, associés à des niveaux socioculturels plus complexes. Ces rasoirs prismatiques représentent l'apogée technologique des outils locaux car leur fabrication comporte de nombreuses étapes complexes.
Au total, 83 artéfacts ou couteaux prismatiques ont été trouvés, qui semblent avoir été fabriqués avec des matières premières provenant d'Ixtepeque au Guatemala, du  Salvador ou du Güinope au Honduras.
Quartz : Sur un total de 14 fragments en quartz qui ont été trouvés, l'un comporte des motifs anthropomorphes, une partie de visage avec l'un des yeux.

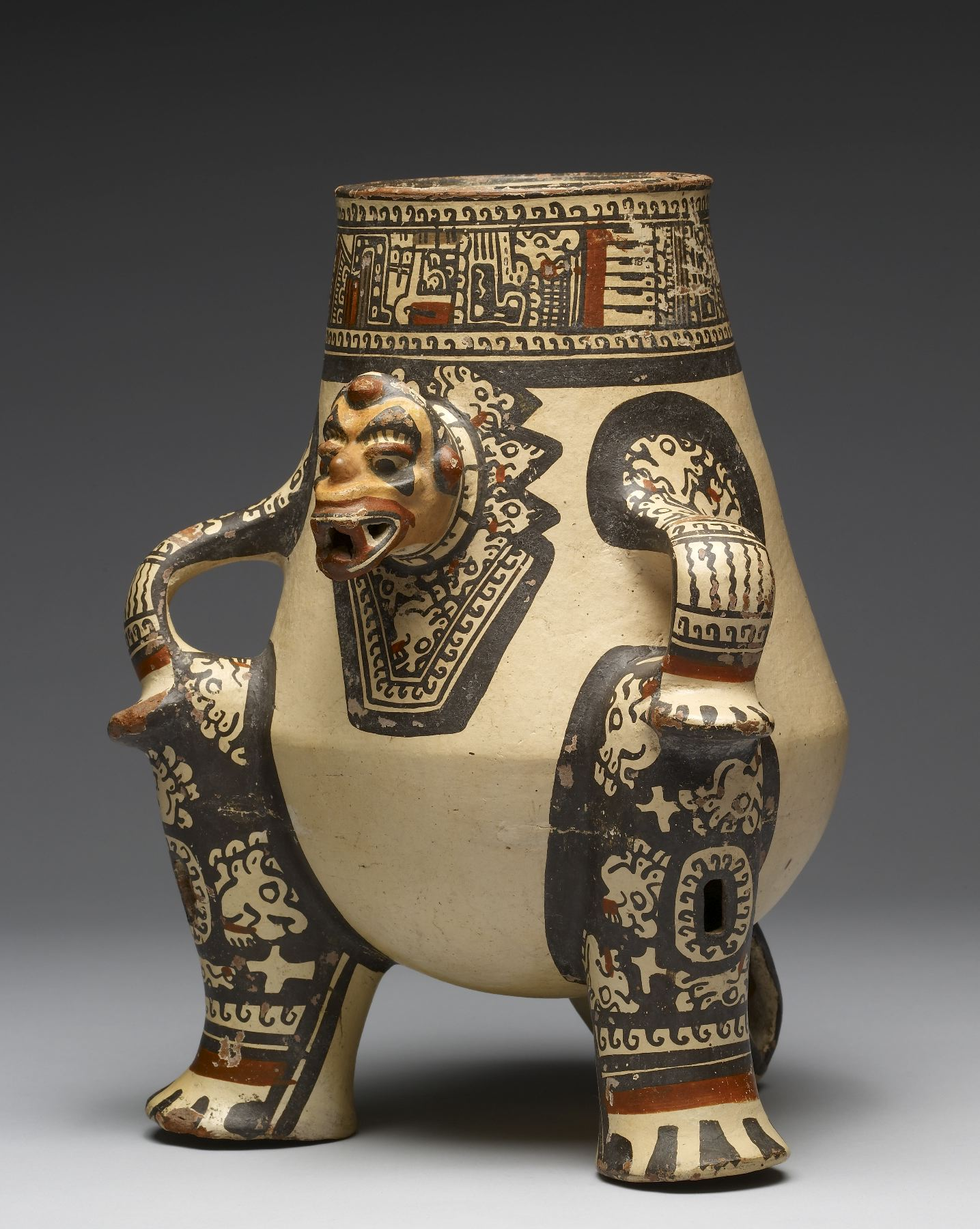
Céramique Chorotega représentant un chamane.

Calcédoine : Deux éléments de ce matériau ont été trouvés, un fer de lance complet avec une tige, en forme de feuille et une pointe de flèche en forme de feuille avec son pédoncule. Cet objet en calcédoine est considéré comme l'un des plus complets, bien fabriqué et défini, présente un excellent état de conservation dans sa morphologie ; bien qu'une certaine usure ait été constatée sur les deux faces, ce qui permet de déduire que le tranchant et ses pointes fonctionnelles ont été utilisés. Cet artéfact est considéré comme une arme de chasse pour les petits animaux ou pour une activité plus délicate et spécifique, sa qualité, sa conception et sa finition permettent de déduire qu'il a été fabriqué par des personnes spécialisées dans ce type d'outils. Il a été trouvé avec des restes de poterie, des restes d'animaux et d'humains précolombiens.
Le métal : Les échantillons de métal sont constitués d'un certain nombre de clous et de fragments (63) de formes et de tailles différentes, d'épingles (4) et de résidus métalliques indéterminés. Tous ces objets présentent des traces de bois pourri et des traces de décomposition (oxydation). Il y avait un morceau de métal en forme de "clé" de 4,7 cm de long. Vraisemblablement les fragments de clous proviennent de cercueils ou de clous utilisés dans la construction des bâtiments par les Espagnols.
Restes d'animaux : Près de l'autel principal de la cathédrale, ont été trouvés des échantillons d'animaux; mollusques (47), poissons (53), reptiles (21), amphibiens (2), oiseaux (37) et mammifères (287).
Céramique : Les spécimens trouvés sont constitués de 2239 restes de céramique, dont de la céramique monochrome, de l'engobe rouge, de la céramique coloniale et d'autres productions locales. Dans le matériel enregistré lors des fouilles, on a trouvé un total de 17 récipients monochromes en céramique décorée avec des empreintes de tissu.

### Conclusion
Sur la base des tests ostéologiques effectués sur les vestiges il est facile de déterminer que les restes qui prédominent dans les spécimens exhumés proviennent de groupes sociaux occupant le lieu avant les Espagnols, compte tenu de la courte durée d'occupation de la ville par les colonisateurs (86 ans).
Les restes d'animaux permettent d'envisager la consommation humaine de différentes espèces appartenant à des groupes zoologiques : tels que les grands et petits mammifères, les oiseaux, les reptiles, les poissons et les mollusques et donc de spéculer sur les écosystèmes qui existaient dans la région aussi bien à l'époque précolombienne, qu'à l'époque coloniale.
Les découvertes archéologiques permettent ainsi de prouver que les Espagnols ont bien construit leurs bâtiments sur ou a proximité d'un établissement occupé préalablement par une population locale (vraisemblablement Chorotega), bien qu'il soit impossible de définir la fonction de ce lieu originel; habitation ou culte ?